# Knjižnica Logatec
Knjižnica Logatec je osrednja splošna knjižnica s sedežem na Tržaški 44 (Logatec).